# ノルベギア岬
座標: 南緯54度27分 東経3度21分 / 南緯54.450度 東経3.350度

ブーベ島の地図

ノルベギア岬（ノルベギアみさき、ノルウェー語: Kapp Norvegia, 英語: Norvegia Point)は南大西洋に浮かぶノルウェー領ブーベ島西部にある岬である。名前はノルウェーの探検家ハーラル・ホーントフェットが船長を務めていた遠征船「Norvegia」に由来する。